# سی‌جی چیل جدانگ
سی‌جی چیل جدانگ (به کره‌ای: CJ제일제당) شرکت هلدینگ صنایع غذایی کره‌ای است، که به‌عنوان شرکت تابعه‌ای از سی‌جی گروپ در زمینه تولید و توزیع مواد غذایی، نوشیدنی، همچنین داروسازی و محصولات بیوتکنولوژی فعالیت می‌کند.
شرکت سی‌جی چیل جدانگ در سال ۱۹۵۳ توسط کارآفرین کره‌ای؛ چیل جدانگ به عنوان زیرمجموعه گروه سامسونگ تأسیس شد. این شرکت در سال ۱۹۹۷ از سامسونگ جدا شد و در ماه اکتبر ۲۰۰۲ پس از تأسیس سی‌جی گروپ، اولین شرکتی بود که به این گروه پیوست.
دفتر مرکزی این شرکت در شهر سئول، کره جنوبی قرار دارد و بخشی از سهام آن در بازار بورس کره معامله می‌شود. سی‌جی چیل جدانگ هم‌اکنون بزرگترین تولیدکننده محصولات و مواد غذایی در کره جنوبی به‌شمار می‌آید.